# Datowanie faunistyczne
Datowanie faunistyczne – metoda biostratygraficznego datowania względnego opierająca się na analizie ewolucji gatunków zwierząt, powstała na podstawie badań Williama Smitha.
Datowanie faunistyczne polega na tworzeniu sekwencji z wykresów, na które naniesione zostają zmiany zachodzące w danym gatunku. Tę samą datę względną przypisuje się stanowiskom, na których odnalezione zostają te same sekwencja. Datowanie faunistyczne jest metodą niedokładną ze względu na niepewność fosylizacji, zmiany facji warstw, a także dlatego, iż gatunki wymarłe na pewnym obszarze mogły nadal występować na innym terenie. Mimo to, stosowana jest ona w odniesieniu do epoki plejstocenu, gdzie datowanie nawet z tak małą dokładnością jest pożądane.
Datowanie faunistyczne wykorzystano m.in. przy sprawdzeniu wyników datowań i korelacji stanowisk w Afryce Wschodniej i Południowej, w związku z badaniem teorii wyjścia z Afryki.